# M-1978 Koksan
M-1978 (Koksan) là một loại pháo tự hành 170mm do Cộng hòa Dân chủ Nhân dân Triều Tiên thiết kế và chế tạo. Rất ít thông tin về loại pháo này được biết đến do tính chất bí mật của chính quyền Triều Tiên. Koksan ra mắt lần đầu tiên là trong một cuộc diễu binh năm 1985.

## Phát triển
Trong khi thông tin về M-1978/M1989 Koksan rất ít ỏi, nhà báo Fred T. Jane cho rằng Koksan thiết kế dựa vào khung xe tăng chủ lực kiểu 59 của Trung Quốc.